# Кемп Рок
„Кемп Рок“ (на английски: Camp Rock) е американски филм с участието на Jonas Brothers и Деми Ловато. Музиката е написана от Джули Браун, Пол Браун, Реджина хикс и Керън Гъст. Филмът е режисиран от Матю Даймънд и продуциран от Алън Сакс.
Camp Rock дебютира по американския Disney Channel на 20 юни 2008. Филмът е вторият оригинален филм на Disney Channel, който бива излъчен в специален Дисни блок по Ей Би Си след премиерата си по Disney Channel. Освен това е пуснат в дигитален формат по iTunes. Филмът е гледан от 8,9 милиона души във вечерта на премиерата си, което го нарежда на второ място по онова време, след Училищен мюзикъл 2. След премиерата на Princess Protection Program и Wizards of Waverly Place: The Movie обаче „Кемп Рок“ е свален до четвърта позиция.

## Сюжет
Внимание:  Текстът по-долу разкрива сюжета на произведението (или части от него)!
Филмът проследява историята на Мичи Торес (Деми Ловато) – талантлива млада музикантка, която мечтае да бъде професионална певица. Мичи иска да отиде на известен музикален лагер, Camp Rock, и тъй като семейството и не може да си позволи да плаща таксата, майка ѝ (ролята е изпълнена от Мария Каналс Барера) урежда да осигурява храна за лагера, като по този начин позволява на Мичи да отиде с нея. Когато пристига в Кемп Рок, Мичи се опитва да скрие от приятелите си истината за себе си и за това как е попаднала в лагера и се свени да покаже музикалните си таланти пред тях.
По същото време известната поп звезда Шейн Грей (Джо Джонас) е изпратен другите двама членове на групата Connect Three, Джейсън (Кевин Джонас) и Нейт (Ник Джонас), да води уроци по танци в Кемп Рок против волята си. Шейн чува Мичи да пее и се влюбва в гласа, но не вижда, че е тя и в по-голямата част от филма търси притежателя на талантливия глас. Междувременно, между двама им се заражда любов, а в лагера разбират, че Мичи е лъгала за живота си. Тес (Меган Мартин), най-популярното момиче в лагера, решава да натопи Мичи и Кейтлин (Алисън Стоунър), най-добрата приятелка на Мичи, че са откраднали гривна. Когато Браун, собственика на лагера, научава за кражбата, той забранява на двете да участват в последния концерт като състезателки.
В края на последния концерт, след завършека на състезанието, Мичи и Кейтлин все пак излизат и изпълняват песен, която Шейн, който е жури на концерта, чува и разпознава гласа, който е търсил. Той се включва в песента и любовта между двамата процъфтява.

## Герои и актьори
- Мичи Торес (Деми Ловато) е момиче, което се надява един ден да стане певица. Мечтае да отиде на Camp Rock, но родителите и не могат да си позволят скъпия лагер. Майка ѝ на мира начин да сбъдне мечтата ѝ като става готвачка в лагера и я взема със себе си. Въпреки това, Мичи се опитва да скрие това от другите в лагера от страх да не бъде отхвърлена.

- Шейн Грей (Джо Джонас) е известният вокал на поп групата Connect 3. Изпратен е в Camp Rock от другите двама членове на групата с надеждата, че ще промени арогантното и наперено държание. В самия лагер Шейн чува някой с прекрасен глас да пее и прекарва голяма част от филма в търсене на неговия притежател (който всъщност е Мичи).

- Тереза (Тес) Тайлър (Меган Джет Мартин) е дъщерята на известната певица Ти Джей Тайлър и също гони певческа кариера. Тес е истинска дива и обикновено нещата стават както тя ги иска, дори и да наранява хора по този начин. Тя копнее за внимание и цели да привлече именно това на Шейн. Причината, поради която се държи така е, че майка ѝ е заета и не ѝ отделя достатъчно време. В лицето на Мичи тя вижда конкуренция и няколкото плана, които крои против нея, я правят главния антагонист във филма.

- Кейтлин Гелър (Алисън Стоунър) е най-добрата приятелка на Мичи в лагера и една от малкото, които остава с нея, когато Тес разкрива тайната и. Кейтлин често композира музика на лаптопа си.

- Ела Падър (Анна Мария Перез де Тагле) е т.нар. приятелка на Тес и е леко отвеяна.

- Маргарет (Пеги) Дюпри (Жасмин Ричардс) е другата „приятелка“ на Тес и обикновено я следва във всичко, дори собственото ѝ мнение да е различно.

- Кони Торес (Мария Каналс Барера) е майката на Мичи, която има собствена кетъринг фирма и е готвачка на лагера. Отначало Мичи се срамува, че майка ѝ работи в Camp Rock.

- Байрън Джеймс (Джордан Френсис) и Зандър Лоуър (Рошън Фийган) са брейк танцьори и най-добри приятели. Двамата рапират и пеят на Последния концерт заедно с Ела. Те са от малкото, които остават на страната на Мичи.

- Браун Сезарио (Даниъл Фадърс) е чичото на Шейн и собственик на Camp Rock. Участвал е в групата White Crows и е бил на турне с Aerosmith.

- Натаниъл (Нейт) Грей (Ник Джонас) и Джейсън Грей (Кевин Джонас) са братя на Шейн и участват в групата Connect 3.

## Саундтрак
Саундтракът на Camp Rock дебютира на трето място в класацията Billboard 200 с продадени над 188 хил. копия през първата си седмица. Албумът е платинен с продажби, надхвърлящи 1,257 млн. копия.

## Издаване по света
Camp Rock е пуснат премиерно по Disney Channel в САЩ на 20 юни 2008 и в същата вечер е гледан от над 8.86 милиона зрители. Излъчването му по ABC събира 3.47 милиона зрители на 21 юни и 3.73 на 22 юни.
| Регион                                                                                       | Канал                                                                           | Дата                                                |
| -------------------------------------------------------------------------------------------- | ------------------------------------------------------------------------------- | --------------------------------------------------- |
| САЩ                                                                                          | Disney Channel on Demand Disney Channel ABC ABC Family                          | 17 юни 2008 20 юни 2008 21 юни 2008 22 юни 2008     |
| Канада                                                                                       | Family On Demand Family, VRAK.TV                                                | 19 май 2008; 17 юни 2008 20 юни 2008                |
| Белгия                                                                                       | Vtm                                                                             | 2 ноември 2008                                      |
| Латинска Америка (Северна) (Мексико, Венецуела, Колумбия)                                    | Disney Channel North Latin America Disney Channel Play Jetix Латинска Америка   | 6 юли 2008 11 юли 2008 12 юли 2008                  |
| Бразилия                                                                                     | Disney Channel Бразилия                                                         | 6 юли 2008                                          |
| Япония                                                                                       | Disney Channel Япония                                                           | 1 август 2008                                       |
| Латинска Америка (Южна) (Аржентина, Чили, Боливия, Перу, Парагвай, Уругвай)                  | Disney Channel Южна Латинска Америка Disney Channel Play Jetix Латинска Америка | 6 юли 2008 11 юли 2008 12 юли 2008                  |
| Индия                                                                                        | Disney Channel Индия                                                            | 26 декември 2008                                    |
| Италия                                                                                       | Disney Channel Italy                                                            | 27 септември 2008                                   |
| Азия (Бруней, Хонг Конг, Индонезия, Корея, Малайзия, Филипините, Сингапур, Тайланд, Виетнам) | Disney Channel Азия Disney Channel @ Play (сингапур)                            | 7 септември 2008 31 август 2008                     |
| Филипините                                                                                   | Disney Channel Studio 23 ABS-CBN Channel 2                                      | 7 септември 2008 17 май 2009                        |
| Тайван                                                                                       | Disney Channel Тайван                                                           | 7 септември 2008                                    |
| Португалия                                                                                   | Disney Channel Португалия                                                       | 20 септември 2008                                   |
| Великобритания                                                                               | Disney Channel Великобритания и Ирландия BBC One                                | 19 септември 2008 12 април 2009                     |
| Германия                                                                                     | Disney Channel Германия ProSieben                                               | 19 септември 2008 20 септември 2008                 |
| Австрия                                                                                      | ORF 1                                                                           | 20 септември 2008                                   |
| Испания                                                                                      | Disney Channel Испания                                                          | 20 септември 2008                                   |
| Франция                                                                                      | Disney Channel Франция                                                          | 23 септември 2008                                   |
| Нова Зеландия                                                                                | Disney Channel Нова Зеландия                                                    | 26 септември 2008                                   |
| Австралия                                                                                    | Disney Channel Австралия Movie One Channel 7                                    | 26 септември 2008 27 септември 2008 29 ноември 2008 |
| Близкия изток                                                                                | Disney Channel Близкия изток MBC Max                                            | 3 октомври 2008 15 ноември 2008                     |
| Дания                                                                                        | Disney Channel Скандинавия                                                      | 3 октомври 2008                                     |
| Норвегия                                                                                     | Disney Channel Скандинавия                                                      | 3 октомври 2008                                     |
| Швеция                                                                                       | Disney Channel Скандинавия                                                      | 3 октомври 2008                                     |
| Южна Африка                                                                                  | Disney Channel Южна Африка                                                      | 3 октомври 2008                                     |
| Унгария                                                                                      | RTL Klub Jetix Унгария                                                          | 8 ноември 2008 15 ноември 2008                      |
| Финландия                                                                                    | Nelonen                                                                         | 15 ноември 2008                                     |
| Румъния                                                                                      | Prima TV Jetix Румъния                                                          | 20 ноември 2008 20 декември 2008                    |
| България                                                                                     | Нова Телевизия (дублиран) Jetix (различен дублаж)                               | 22 ноември 2008                                     |
| Полша                                                                                        | Jetix Полша Disney Channel Полша Telewizja Polska                               | 3 октомври 2008 18 октомври 2008 23 ноември 2008    |
| Чехия                                                                                        | Jetix                                                                           | 15 октомври 2008                                    |
| Естония                                                                                      | TV3                                                                             | 27 декември 2008                                    |
| Холандия                                                                                     | NET 5 (Оригинална версия) Jetix (дублиран) Jetix Rock-A-Long (дублиран)         | 27 септември 2008 4 октомври 2008 5 октомври 2008   |

## DVD издания
DVD и Blu-Ray изданията се казват Camp Rock: Extended Rock Star Edition (бел. пр. „Кемп Рок: Удължено рок стар издание“) и са пуснати в САЩ на 19 август 2008. В други държави е издаден през ноември, а на 1 декември във Великобритания излиза само DVD версия.
И двете издания съдържат:
- Удължен край
- Караоке опции
- „Как да бъдеш рок звезда“
- „Jonas Brothers: рок звезди в реалния живот“
- „Представяме Деми Ловато“
- „Направа на сцената“
- „Hasta La Vista: От репетициите до Последния Концерт“
- Музикални видеоклипове
- „Лагерни спомени“ – галерия от снимки с видео допълнение

В DVD версията има и някои скрити бонус допълнения като:
- We Rock Crew Video – екипът на Camp Rock танцува на песента We Rock
- 1234 Goodbye – първата песен на Деми Ловато, изпълнена в края на снимките на филма

## Други стоки
Стоки с логото и героите от филма се продават от няколко фирми в САЩ. Самите стоки включват дрехи (тениски, бельо и др.), чанти, спално бельо, играчки и кукли на героите. На 13 май 2008 от Дисни публикуват Camp Rock: The Junior Novel от Луси Ръгълс, което представлява книга по филма.

## Продължение
Продукцията на Camp Rock 2: The Final Jam започва на 3 септември 2010 и премиерата се състои на 3 септември 2010. В него участва по-малкият брат от Jonas Brothers – Франки Джонас. Историята проследява завръщането на Мичи и Шейн в Camp Rock и състезанието им с друг, конкурентен лагер, Camp Star. Филмът включва малък романс между Нейт и нова звезда на филма, Клоуи Суацо в ролята на Дана Ейлий. Друга нова звезда е Матю ЕмДот Финли, в ролята на арогантния певец от Camp Star Люк.

## Други
В един от епизодите на „Съни на алеята на славата“ e пародиран Camp Rock. Селена Гомес гостува в епизода и участва като себе си, поканена от Чад Дилан Купър, врагът на Съни, да изиграе именно нея във филма му. Съни и Селена се карат за ролята и накрая Селена си тръгва с твърдението, че не ѝ трябва тази роля, тъй като е участвала в Camp Hip-Hop. По-късно в епизода Селена е показана да участва в пародията на Camp Rock като Мичи заедно с фалшиви Jonas Brothers.